# André Ilunga Kaseba
André Ilunga Kaseba (* 18. Juli 1930 in Pweto, Belgisch Kongo; † 21. August 1988) war ein kongolesischer Geistlicher und römisch-katholischer Bischof von Kalemie-Kirungu.

## Leben
André Ilunga Kaseba empfing am 1. Mai 1960 das Sakrament der Priesterweihe.
Am 19. Dezember 1975 ernannte ihn Papst Paul VI. zum Bischof von Kilwa (später: Kilwa-Kasenga). Der Erzbischof von Bukavu, Aloys Mulindwa Mutabesha Mugoma Mweru, spendete ihm am 1. Mai 1976 die Bischofsweihe; Mitkonsekratoren waren der emeritierte Bischof von Kilwa, Joseph Alain Leroy OFM, und der Bischof von Kalemie-Kirungu, Ioseph Mulolwa.
Papst Johannes Paul II. ernannte ihn am 9. April 1979 zum Bischof von Kalemie-Kirungu. Von 1979 bis 1984 war Kaseba zudem Präsident der Bischofskonferenz von Zaire (CEZ).